# Ford Atlas
Ford Atlas — концептуальный полноразмерный пикап, выпущенный компанией Ford в 2013 году. Являлся прототипом Ford F-150 образца 2015 года.

## Описание
Наряду с внедрением алюминиевой конструкции автомобиль Ford Atlas оснащался 3,5-литровым двигателем внутреннего сгорания Ford EcoBoost V6 с двойным турбонаддувом. Несмотря на это, двигатель отличался использованием системы «старт-стоп» для уменьшения холостого хода.
Автомобиль представлял собой модернизацию F-150 2009 года с четырёхъядерными светодиодными ДХО. Наряду с решёткой радиатора и аэродинамикой воздушной заслонки бампера, задняя дверь была оснащена спойлером Decklid. Кузов оснащён скрытыми пандусами для удобной погрузки предметов в кузов.